# La Hidro
La Hidro és una central hidroelèctrica declarada Bé d'Interès Cultural (BIC) amb categoria de Lloc Històric situada en el terme municipal de Güímar, a l'illa de Tenerife (Canàries, Espanya).

## Història
La central es va inaugurar el 7 d'abril de 1929 promoguda per la societat anònima Hidroelèctrica de Güímar. La idea va ser concebuda per l'alcalde de Güímar, Tomás Cruz García, en 1920, però trigaria gairebé una dècada a obtenir de la comunitat de regadius "Riu i Badajoz" el permís per aprofitar les seves aigües. Finalment la comunitat de regadius va atorgar la concessió de franc i a perpetuïtat a canvi d'un 2% en les accions de la societat anònima creada per explotar el salt.
La central comença a donar servei a la nit al municipi güimarer i des de començaments de la dècada dels trenta la distribució s'amplia al veí municipi d'Arafo pels principals barris propers -Sant Joan, Vera i Tasagaya-, amb uns 6,5 km de xarxes. L'augment de la demanda enfront de la disminució de cabals de les galeries va obligar a la companyia a instal·lar en 1951 un grup dièsel de 120 HP a 600 r.p.m. amb alternador de 75 kva. Aquest augment de potència es va revelar insuficient i a finalitats dels cinquanta van començar els problemes de subministrament que van obligar a la connexió i prestació de potència addicional a mitjans de la següent dècada. Finalment, en 1972 la societat i les xarxes de distribució es van integrar en la Unió Elèctrica de Canàries -UNELCO-.

## Descripció
El Lloc Històric de la Hidro es localitza en l'interfluvi que separa els barrancs de Badajoz i de l'Aigua, en un sector de les mitjaneres altes de la vall de Güímar, a uns 675 metres sobre el nivell del mar a la zona coneguda com La Degollada, i a uns 3 km del centre urbà de Güímar. Al lloc s'accedeix per un antic camí que parteix del barri de Sant Joan, existint un segon branc que neix en el Barranc de Badajoz. Aquest camí, que en el sector de la central conserva alguns trams empedrats en bon estat, s'endinsa a la zona de pineda i el seu origen es relaciona amb els aprofitaments forestals i hidràulics efectuats tradicionalment a les muntanyes de la vall.
L'estret llom en el qual se situa la central apareix completament abancalat, encara que gran part de la parcel·la es troba abandonat i les terrasses ocupades per comunitats rurals i antics cultius de vinya i opunties. Alguns pins aïllats completen el paisatge vegetal de la zona. Als voltants es localitzen diverses canalitzacions i construccions de maó que descendeixen des de les galeries situades a cota superior i que discorren paral·lelament al camí d'accés. Una d'elles -el Baixant del Morro de l'Havana- captava l'aigua de la Galeria de El Calvari i alimentava a la central, si bé es troba actualment fora d'ús.
L'edifici de la central compta amb dos cossos ortogonals adossats. El primer consta de dues plantes i terrat, existint diverses obertures que s'obren en tres de les seves façanes. En la segona planta de la façana principal encara es localitzen els borns d'ancoratge de l'estesa elèctrica -ja desaparegut- que proveïa de fluid elèctric les localitats de la vall.
El segon cos, d'una sola planta i coberta a dues aigües d'uralita, compta amb dos finestrals que s'obren en la façana sud. A l'interior es conserva la maquinària -grup dièsel, alternador, etc.- que en els últims anys de funcionament generava l'energia elèctrica.